# 山田博士 (ゴルファー)
山田 博士（やまだ ひろし、1952年1月16日 - ）は、北海道札幌市出身のプロゴルファー。
旧名「山田 拡史」 

## 来歴
札幌旭丘高2年時に父が胃癌で死去し、その頃に「たまたまクラブを振って打ったボールがうまく飛んだ」というだけの動機でゴルフを始める 。一家揃って親戚を頼って上京したのを機会に、埼玉県浦和市の武蔵野ゴルフ練習場へ就職し、プロ入りの決意をした 。
2年後には取手新日本ゴルフ場に移籍し、1975年秋に4度目の挑戦でプロテストに合格 。
最初は「簡単にやれるだろう」と思って飛び込んだプロの世界は甘くなく、その後の8年間は鳴かず飛ばずで試合にもあまり出られず、月に何度か1回5000円ほどのレッスンをやったりしてゴルフ費を稼いだ 。
1978年には母が椎間板ヘルニアで倒れ、1年近く長野県で療養生活を強いられることになり、妹が名古屋芸術大学卒業後すぐに自宅でピアノ教室を開き、治療費を作った 。母と妹からは「（山田には）好きなことをやらせたい」という温かい助ましを受け 、1979年の北海道オープンで佐藤正一の2位に入り、1980年に友人から150万ほどの借金をしてアジアサーキットに飛び出す 。
1981年の三菱ギャラントーナメントでは初日にデビュー戦の牧野裕、中村通・泉川ピート・藤木三郎・小林富士夫と共に68の首位タイでスタートする。2日目には2日間60台の69をマークし、通算7アンダー137で単独首位に立つ。3日目には強風に災いされて84も叩いて一気に15位へ転落したが、最終日には岩下吉久・高橋勝成・矢部昭と並んでの10位タイに入った。
1983年には藤池昇と共にアジアサーキット・メギョンオープン（韓国）へ出場し、初日にトーナメントリーダーとなり、2日目は75と振るわなかったが、首位と3打差8位から最終日には5バーディと力強く盛り返す。5アンダー67で回り、通算4アンダーで呂に1打差付けると同時にラファエル・アラルコン（メキシコ）、レイ・アリーノ（アメリカ）、陳志明（中華民国）も抑えて逆転優勝を飾った。アジアサーキット挑戦4年目での優勝であり、プロ7年目で初のタイトルが唯一の優勝となった。大会後に成田空港に降り立ってからは千葉県市川市の自宅へ直行し、優勝トロフィーと賞金を前に親子3人で取り合って喜びを分かち合った 。
アジアサーキットに17年参戦したほか、U.Sミニツアーや南米ツアーにも参戦し、1991年の北海道オープンを最後にレギュラーツアーから引退。
現在はニッケゴルフ倶楽部のレッスンプロ。

## 主な優勝
- 1983年 - メギョンオープン